# 武村虸蝗庙
武村虸蝗庙是一座古建筑，建于清，位于山西省晋中市平遥县卜宜乡武村。
2016年1月21日，武村虸蝗庙公布为第五批平遥县文物保护单位。 